# Wildsee (Tyrolen, Seefeld)
Wildsee är en sjö i Österrike.   Den ligger i förbundslandet Tyrolen, i den västra delen av landet, 400 km väster om huvudstaden Wien. Wildsee ligger 1 177 meter över havet. Den högsta punkten i närheten är Reither Spitze, 2 374 meter över havet, 3,8 km öster om Wildsee.
I omgivningarna runt Wildsee växer i huvudsak barrskog. Runt Wildsee är det ganska tätbefolkat, med 80 invånare per kvadratkilometer. Sjön ligger söder om orten Seefeld in Tirol.